# Wojnowice (Opole)
Pour les articles homonymes, voir Wojnowice.
Wojnowice est une localité polonaise de la gmina de Kietrz, située dans le powiat de Głubczyce en voïvodie d'Opole.